# B-29 Superfortress

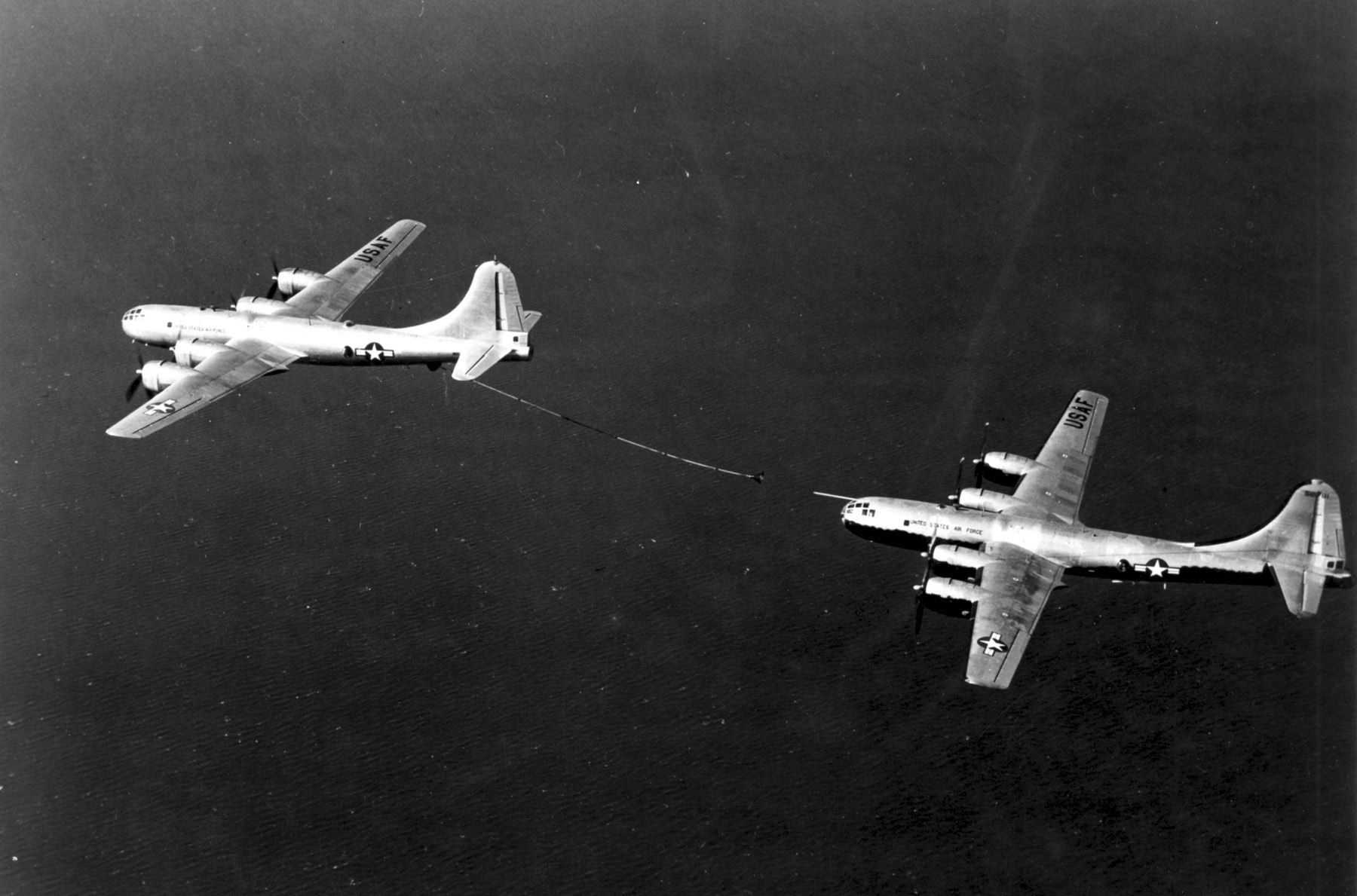
Een B-29 tankvliegtuig gekoppeld aan een ontvangend toestel

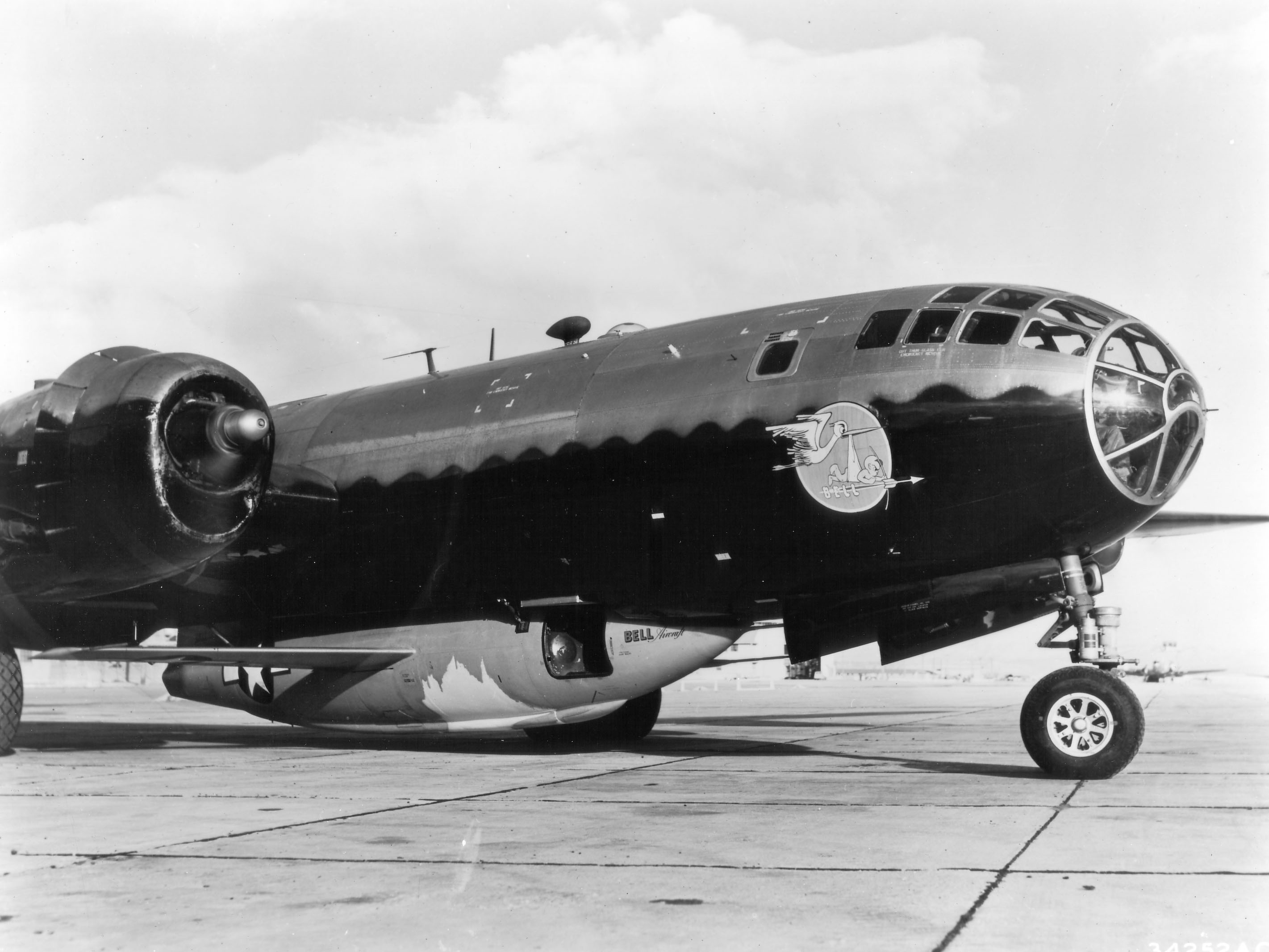
B-29 met de Bell X-1 onder de romp

De B-29 Superfortress is een Amerikaanse zware bommenwerper, ontworpen door Boeing, die voornamelijk gebruikt werd door de  Amerikaanse luchtmacht in de Tweede Wereldoorlog en de Koreaanse oorlog. De Superfortress was ontworpen als strategische bommenwerper voor gebruik op grote hoogte maar excelleerde ook op lage hoogte bij nachtelijke bombardementen met brandbommen en bij het droppen van zeemijnen bij de havens van Japan.  De B-29 is ook het enige vliegtuig dat nucleaire wapens heeft gedropt tijdens een oorlog. 

## Geschiedenis
De B-29 werd (als Boeing Model 345) ontworpen naar de eisen van de Amerikaanse legerluchtmacht, die behoefte had aan een langeafstandsbommenwerper die op grote hoogte moest kunnen vliegen. De eerste vlucht vond plaats op 21 september 1942 (XB-29). De geschutskoepels werden allemaal op afstand bediend, in tegenstelling tot de B-17.
De B-29 was de eerste zware bommenwerper van de Amerikanen met drukcabines. Hierdoor konden de bemanningsleden comfortabel werken op grote hoogte. De B-29 is alleen ingezet in de Stille Oceaan. Als de oorlog langer had geduurd waren ze misschien ook in Europa op het toneel verschenen. Het toestel werd vanaf november 1944 in groten getale ingezet bij bombardementen op Japanse steden.
Voor de strijd tegen Japan vlogen de bommenwerpers vanuit bases in China en op de Marianen (op Guam en twee eilanden van de Noordelijke Marianen, Saipan en Tinian). Onder meer werd dit type bommenwerper gebruikt om op 6 augustus 1945 de eerste atoombom af te werpen boven Hiroshima; deze bommenwerper heet de "Enola Gay". Drie dagen later werd met dit type bommenwerper nog een atoombom afgeworpen, ditmaal boven Nagasaki door de bommenwerper "Bockscar". Beide vertrokken vanaf Tinian.
De B-29 werd ook nog ingezet bij het begin van de Koreaanse Oorlog, maar werd teruggetrokken als eerstelijns bommenwerper na belangrijke verliezen door de superieure MiG-15-straaljagers.
Ongeveer 80 exemplaren hebben in de periode 1950-1955 onder de naam Washington B.1 voor de Britse Royal Air Force (RAF) gevlogen. Ook de Royal Australian Air Force heeft 2 ex-RAF Washington B.1 in gebruik gehad. In Rusland heeft Tupolev, gebruikmakend van drie geïnterneerde B-29's, het toestel nagebouwd onder typeaanduiding Tu-4 Bull. Ook China heeft het nagebouwde Russische toestel (Tu-4) in dienst gehad.
Er zijn zo'n 3970 exemplaren van de B-29 gebouwd; 2756 door Boeing, 668 door Bell Aircraft Corporation en 536 door Glenn Martin. Vanaf 1960 werden ze vervangen door de Convair B-36 en de Boeing B-52.

## Bijzondere versies
Een aantal toestellen werd omgebouwd tot tankvliegtuig, de KB-29M. Het overbrengen van de brandstof ging moeizaam en bij het ontvangende toestel was de hulp van een bemanningslid noodzakelijk om de slang met de brandstoftank van het ontvangende toestel in verbinding te brengen. Het systeem was derhalve niet te gebruiken voor gevechtsvliegtuigen met slechts een bemanningslid. Bij de tweede versie, de KB-29P, werd het systeem van de flying boom voor het bijtanken in de lucht toegepast. Dit systeem met een niet-flexibele brandstofslang werd het standaardsysteem voor tankvliegtuigen van Boeing.
Een andere rol was het vervoer van experimentele gevechtsvliegtuigen zoals de Bell X-1. De B-29 bracht deze op de gewenste hoogte, waarna ze werden ontkoppeld en kon het experimentele toestel zijn eigen weg volgen.

## Overgebleven toestellen
Tweeëntwintig B-29's zijn bewaard in verschillende musea wereldwijd.
Twee exemplaren zijn nog luchtwaardig.  Het eerste is FIFI dat in het bezit is van de Commemorative Air Force in Dallas en het tweede toestel is Doc dat in het bezit is van Doc's Friends.  Doc had zijn eerste nieuwe vlucht na restauratie op 17 juli 2016. Dit was 60 jaar na de laatste vlucht.